# فندق ومنتجع فيرمونت النخلة
فيرمونت النخلة هو فندق من تصنيف خمس نجوم [3] يقع في جذع نخلة الجميرة بدبي، الإمارات العربية المتحدة. يقع الفندق في أكبر جزيرة صناعية في العالم والتي صُنعت على شكل شجرة نخيل. يطل فيرمونت النخلة على الخليج العربي ويسمح بإمكانية الوصول إلى دبي مارينا والمراكز التجارية مثل مدينة دبي للإعلام، مدينة دبي للإنترنت و قرية دبي للمعرفة. يتألف الفندق من381 غرف وجناح، بما في ذلك جناحين رئاسيين وصالة فيرمونت الذهبية.

## لمحة تاريخية
افتتح فندق فيرمونت النخلة بتاريخ كانون الأول / ديسمبر عام 2012 كمشروع مشترك بين شركتي إيفا للفنادق والمنتجعات وفيرمونت للفنادق والمنتجعات. وتعد شركة إيفا للفنادق والمنتجعات شريكاً رئيسياً في تنفيذ المنتجع بعد استثمار 330 مليون دولار في إنشاء وتنفيذ الفندق، ما يجعله واحداً من أوائل مشروعات بناء الفنادق في دبي من خلال الحصول على الملايين من خلال تمويل عالمي بعد الأزمة الاقتصادية العالمية

## المرافق
تقدم مطاعم فيرمونت النخلة الصالات إضافةً إلى خيارات أصناف الطعام العالمية أطباقاً من الخبرة الصينية في با، إلى الشواء البرازيلي في فريفو. كما يقدم مطبخ فلو أطباقاً من أوروبا، الشرق الأوسط وآسيا. ويضم الفندق منتج ويلو ستريم سبا الصحي، بركة سباحة وشاطئ والتي تشكل شاطئاً خاصاً من الرمال البيضاء، أربعة مسابح في الهواء الطلق، أماكن مخصصة للرياضات المائية، إلى جانب مركز أنشطة الأطفال، مركز اللياقة البدنية، غرف البخار العطرية، حمامات البخار والحمامات الشعبية. كما يضم الفندق قاعة للاجتماعات والأعمال على مساحة 3000 متراً مربعاً متضمنة قاعة للرقص، مساحات في الهواء الطلق ومركز للأعمال. لقد تم بناء الفندق بتكلفة قدرها 330 مليون دولار أمريكي، وتم افتتاحه في 24 كانون الأول / ديسمبر عام 2012.

## الشراكات
في أيار/ مايو عام 2013، أعلنت فنادق ومنتجعات فيرمونت عن برنامج «آرت @ فيرمونت». ويهدف البرنامج إلى دمج الثقافة المحلية للمنطقة في كل فندق لاستقطاب النزلاء والفنانين. انضم فيرمونت النخلة إلى هذه المبادرة وقدم العديد من المعارض من قبل فنانين مثل سو بلاكويل، أوليفيا آرثر، وفايج أحمد. وخلال شهر رمضان عام 2013، أتاح فيرمونت النخلة أمام النزلاء خيار المساهمة الخيرية في واحدة من 3 جمعيات خيرية محلية؛ وهي صنع بسمة، الهلال الأحمر ومؤسسة دبي العطاء. واشترك الفندق أيضاً مع إستي لودر والجمعية الخيرية المحلية القافلة الوردية في تشرين الأول/ أكتوبر عام 2014 لتسليط الضوء على أهمية صحة الثدي والكشف المبكر عن سرطان الثدي من خلال مجموعة متنوعة من الأنشطة أخذت سمة وردية.

## المواصفات
- مطعم على شاطئ البحر
- منتجع ويلو ستريم الصحي
- نادي صحي
- الوصول إلى الشاطئ
- أحواض للسباحة
- مركز أنشطة للأطفال
- عضوية نادي مركز رجال الأعمال
- قاعة رقص
- قاعات للاجتماعات والمؤتمرات
- إجمالي 381 غرفة تضم جناح الملكة، الملك، جناح الملك الذهبي، أجنحة كبار الزوار، أجنحة رئاسية وصالة فيرمونت الذهبية.
- يضم الفندق أجنحة بغرفة نوم واحدة تبلغ مساحتها 1550 قدم مربع وأجنحة بغرفتي نوم تبلغ مساحتها 2400 قدم مربع.
- يطل الفندق على واجهة شاطئية بمساحة 460 متراً.

## الجوائز والأوسمة
تلقى فيرمونت النخلة مجموعةً متنوعةً من جوائز الضيافة بما في ذلك: 
- جائزة خيار المسافرين للعام 2014- الأفضل من بين 25 فندق في الإمارات العربية المتحدة
- جائزة تايم آوت دبي للأطفال لعام 2014 - أفضل نادي عائلي على الشاطئ.[3]
- جائزة تايم آوت دبي لعام 2014 - أفضل صالة مشربية لتناول الشاي في فترة بعد الظهر.[4]